# Jazz chicagowski
Jazz chicagowski (Chicago Jazz) – styl jazzowy z lat 20. XX wieku, będący kontynuacją jazzu nowoorleańskiego, a poprzedzający erę swingu.
Charakterystycznym dla tego stylu było odgrywanie znaczącej roli improwizacji solowej, czasem ważniejszej wręcz od gry zespołowej.
Za głównych przedstawicieli jazzu chicagowskiego uznaje się m.in. następujących muzyków: Bix Beiderbecke, Joe King Oliver, Louis Armstrong i Johnny Dodds.